# Heinrich của Phổ
Heinrich của Phổ (14 tháng 8 năm 1862 – 20 tháng 4 năm 1929) là em trai của Hoàng đế Đức Wilhelm II và là con trai của Friedrich III của Đức và Victoria Adelaide của Liên hiệp Anh. Thông qua mẹ, Heinrich là cháu trai của Nữ vương Victoria. Là một sĩ quan hải quân chuyên nghiệp, Heinrich đã nắm giữ nhiều chức vụ chỉ huy khác nhau trong Hải quân Đế quốc Đức.